# Вајомисинг
Вајомисинг (енгл. Wyomissing) градић је у америчкој савезној држави Пенсилванија.

## Демографија
По попису из 2010. године број становника је 10.461, што је 1.874 (21,8%) становника више него 2000. године.
| Група             | 2000.         | 2010.         |
| Белци             | 8.055 (93,8%) | 9.206 (88,0%) |
| Афроамериканци    | 129 (1,5%)    | 246 (2,4%)    |
| Азијати           | 163 (1,9%)    | 346 (3,3%)    |
| Хиспаноамериканци | 157 (1,8%)    | 565 (5,4%)    |
| Укупно            | 8.587         | 10.461        |